# 矮碱茅
矮碱茅（学名：Puccinellia humilis），为禾本科碱茅属下的一个植物种。
种加名 humilis 意为“矮的”。